# 陽山郡
阳山郡，中国南北朝时设置的郡。
南朝梁天监六年（507年）置阳山郡，属衡州。治所在含洭县（今广东英德市西北浛洸镇），一说在桂阳县（今广东连州市）。辖境相当今广东省英德、阳山县地。南朝陈沿置，属西衡州，下辖含洭县、阳山县、桂阳县、广惠县。隋文帝开皇九年（589年）废除阳山郡，阳山县、桂阳县、广惠县属连州，含洭县属洭州，隋炀帝时改属广州。